# Piedra de Arturo
La tumba de Herefordshire, más conocida como la Piedra de Arturo (en inglés Arthur's Stone) es un dolmen, monumento funerario  megalítico, construido en el Neolítico datado entre los años 3700 a. C. y 2700 a. C. Se ubica en un colina situada entre el denominado Valle Dorado Herefordshire y el Valle Wye, frente a las Montañas Negras, en el condado de Herefordshire en Inglaterra, Reino Unido. Está considerado por la UNESCO como Patrimonio Cultural de la Humanidad. Es uno de los monumentos de la Edad de Piedra más famosos del Reino Unido.
Se trata de un dolmen de doble cámara y pasillo cubierto por una gran piedra de más de 25 toneladas de peso apoyada en nueve montantes. El pasillo, que es curvo, tiene una longitud de 4,6 metros. Las últimas investigaciones, llevadas a cabo por Julian Thomas y Keith Ray de Cardiff  de la Universidad de Manchester en el año 2021, dan pie a que las tierras altas del área en donde se encuentran las tumbas pudo haber sido un sitio "ceremonial neolítico integrado" que se extiende por el lado sur de la colina. Su construcción se realizó en dos fase diferentes que tienen diferente orientación lo que abre la posibilidad de que el mismo esté relacionado con los enterramientos neolíticos descubiertos en 2013 denominados "salones o pasillos de los muertos" en los que se encontraron tres montículos similares.
El dolmen no se ha excavado nunca, se estima, por comparación con otros similares de la región que si han sido estudiados, que contendrá restos esqueléticos incompletos de varias personas, junto con escamas de pedernal, puntas de flecha y cerámica. 
La tumba nunca ha sido excavada, pero se han encontrado ejemplos similares en esta región que contienen 
Es poco probable que el monumento haya sido construido únicamente como tumba. Aquí pueden haber tenido lugar los rituales de los antepasados, a través de los cuales se podían reclamar las reclamaciones sobre un área particular de tierra. Construido en un área de pastos de verano, la gente del Neolítico podría haberse reunido en el mojón de manera estacional.

La imagen de este dolmen de grandes dimensiones inspiró la "mesa de piedra" que aparece en la obra de C. S. Lewis Las Crónicas de Narnia.

## Ubicación
La Piedra de Arturo se encuentra en una colina al sur del Valle Dorado y los Brecon Beacons, entre las poblaciones de Dorstone y Bredwardine , entre Hereford al este y Hay-on-Wye al oeste en el condado de Herefordshire en Inglaterra, Reino Unido. El lugar es una colina solitaria en Dorstone, frente a las Montañas Negras en el sur de Gales. El lugar está  delimitado al norte por la pequeña carretera denominada "Arthur's Stone Lane".

## Descripción
La tumba de Herefordshire es  dolmen de doble cámara y corredor cubierto originalmente por un túmulo de tierra cubierto de hierba retenido por una empalizada de postes de madera que, tras su desaparición, hizo que el túmulo se derrumbara. Destaca la gran piedra que lo cubre, con más de 25 toneladas de peso, que se apoya en nueve ortostatos que conforman la cámara  y una cámara menor con un pasaje en ángulo recto se encontraba dentro de un montículo de piedra en forma de cuña, similar a los que se encuentran en los Cotswolds y Gales del Sur. El corredor es curvo de 4,6 metros de longitud.
Hay una piedra al sur del monumento que se conoce como Quoit Stone. El sitio se encuentra al norte del conjunto de dólmenes conocido como Severn-Cotswold, un conjunto de cinco dólmenes de época neolítica, con el que también se le relaciona. 
El túmulo, alineado en dirección norte-sur, tenía una longitud de 25 metros. En su parte este contaba con una entrada y otra falsa al sur donde hay una piedra aislada que se estima formó parte de la misma. Esta entrada podría ser un marco que hiciera de foco visual para las ceremonias.
. El monumento está integrado en un conjunto funerario  que se extiende por su lado sur. Se ha descubierto una avenida de postes grandes que conducían hacia el túmulo desde el valle Golden, en Herefordshire. Esta "avenida" junto a las cámaras y a una piedra vertical que está frente a ellos  se alinean en el horizonte lejano en la brecha entre Skirrid y Garway Hill al sureste.
Las investigaciones de Julian Thomas y Keith Ray de Cardiff relacionan este monumento con los tres hallados anteriormente en un área cercana de Dorstone Hill y que fueron denominados "pasillos de los muertos". Estas estructuras son montículos de césped construidos sobre un edificio de madera que posteriormente fue quemado.  Julian Thomas y Keith Ray afirman que 

De hecho, el bloque de tierras altas entre el Valle Dorado y el Valle de Wye ahora se está revelando que alberga un paisaje ceremonial neolítico integrado.

Piedra de Arturo (Arthur's Stone)
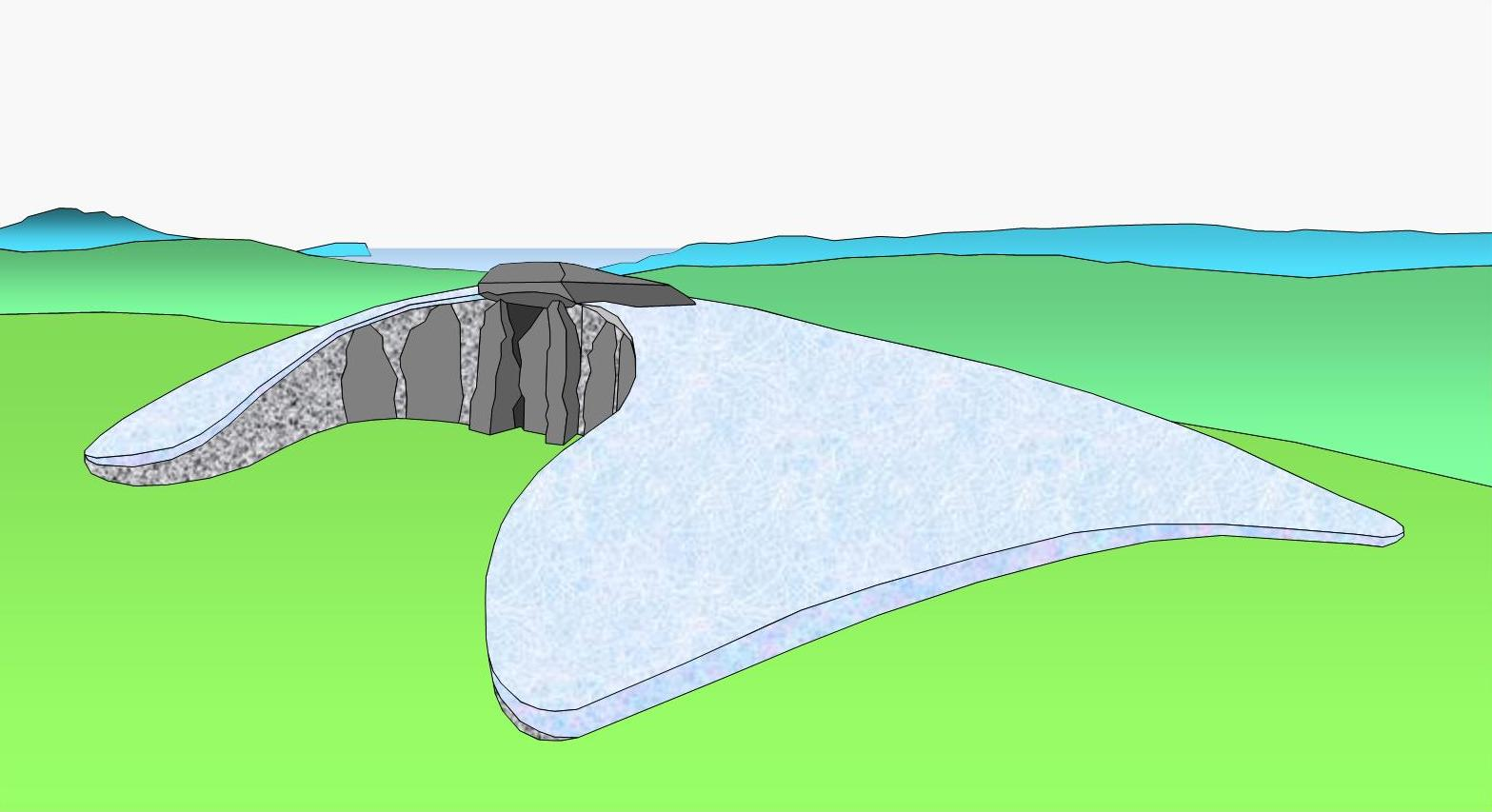
Representación gráfica de la construcción de Cotswold Severn Tomb
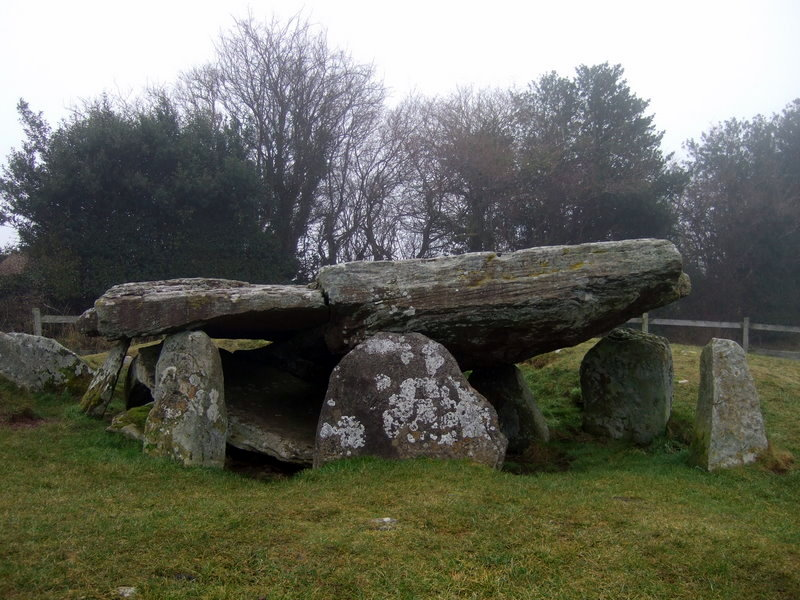
Vista de la cámara
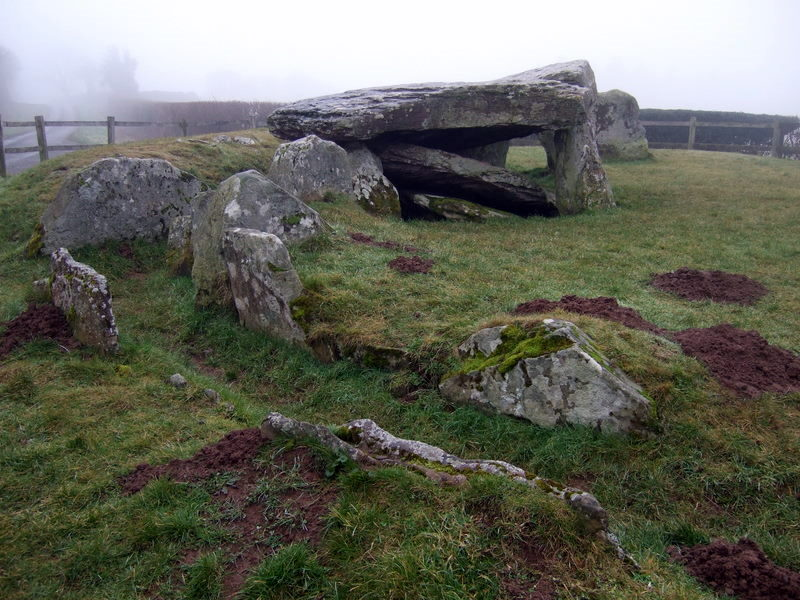
Vista de la cámara y el corredor

## Hechos y leyendas
La tumba de Herefordshire está relacionada, como otros muchos monumentos prehistóricos del oeste de Inglaterra y Gales, con la leyenda del Rey Arturo desde antes del siglo XIII por lo que popularmente se le conoce como "Piedra de Arturo". Una de las leyendas dice que el monumento fue levantado para conmemorar y marcar una de las batallas libradas por el monarca mientras que otra indica que en ese lugar Arturo mató a un gigante que cayó sobre las piedras y dejó hendiduras en una de ellas al caer y golpearlas con sus codos. Una tercera referencia dice que las muescas en Quoit Stone fueron dejadas por las rodillas o los codos de Arthur mientras se arrodillaba allí para orar.
CS Lewis se inspiro en estos lugares de Inglaterra para dar contexto gráfico a su obra Las Crónicas de Narnia y que este monumento fue en el que se inspiró para la mesa de piedra en que se sacrifica a Aslan el León.
En este lugar han ocurrido varios hechos históricos. Durante la Guerra de las Rosas se libró un duelo entre un caballero llamado Turberville y Thomas ap Griffith en el que murió Turberville. El 17 de septiembre de 1645, el rey Carlos reunió a su ejército aquí y cenó en la piedra antes de pasar la noche en Holme Lacy.
Hasta mediados del siglo XIX, en la piedra se celebraban celebraciones con bailes y el cuarto domingo de julio se solía realizar un servicio bautismos.
Como muchos monumentos prehistóricos en el oeste de Inglaterra y Gales, esta tumba ha estado vinculada al Rey Arturo desde antes del siglo XIII. Según la leyenda, fue aquí donde Arthur mató a un gigante que dejó la impresión de sus codos en una de las piedras al caer.

## Lecturas complementarias
- Enfants, G ; Nash, G (1994) Sites préhistoriques de Herefordshire, Logaston Press ISBN 1-873827-09-1
- Sant, J (2000) Repérage de pierre dans le Herefordshire, Moondial ISBN 0-9524990-1-0